# پای کدو تنبل
پای کدو تنبل (انگلیسی: Pumpkin pie) یک پای دسر با خمیر پر شده کاستارد تند و بر پایه کدو تنبل است. کدو تنبل و پای کدو تنبل هر دو نماد زمان برداشت هستند، و پای کدو تنبل معمولاً در پاییز و اوایل زمستان خورده می‌شود. در ایالات متحده و کانادا معمولاً برای روز شکرگزاری، کریسمس، و مناسبت‌های دیگر که فصل کدو تنبل است، آماده می‌شود.